# Поса, Хорхе
Хорхе Альберто Поса Перес (исп. Jorge Alberto Poza Pérez; 26 июня 1977, Тулансинго, штат Идальго, Мексика) — известный мексиканский актёр, дебютировавший в 1989 году.

## Биография
Родился 26 июня 1977 года в мексиканском городе Тулансинго (штат Идальго). Отец актёра — Хавьер Поса — известный мексиканский телеведущий. Он увидел в сыне талант актёра, когда ему доверили одну из ролей в школе. Отец твердо решил, что Хорхе станет актёром, но знакомых из кинематографа у Хавьера не было, тогда отец отправляет конверт с фотографией на телекомпанию Televisa. Фотография попадает в руки к продюсеру Валентину Пимштейну, и продюсер предложил Хорхе роль маленького Хосе Игнасио Лопеса в легендарной теленовелле «Просто Мария», где Хорхе с успехом сыграл Хосе Игнасио 8—12 лет. После успешного исполнения роли Хосе Игнасио Лопеса в «Просто Марии» он снялся в двух фильмах, трёх телесериальных ситкомах и 17 теленовеллах, в том числе в телесериале «Однажды у нас вырастут крылья», где сыграл роль Пепина — всего снялся в 36 работах в кино и телесериалах. Актёр на сегодняшний момент состоит в штате Televisa и плодотворно снимается в кино и теленовеллах.

## Фильмография
1
Отель секретов (сериал, 2016)
El hotel de los secretos … Diego Montejo
2
Идеальная диктатура (2014)
La dictadura perfecta … Rafael Lascurain
3
Кошка (сериал, 2014)
La Gata … Mariano Martínez Negrete
4
Третий звонок (2013)
Tercera Llamada … Daniel
5
Morelos (2012)
… Nicolás Bravo
6
Кусочек неба (сериал, 2012)
Cachito de cielo … Fabio
7
Рафаэла (сериал, 2011)
Rafaela … José María
8
Женщины-убийцы (сериал, 2008 — …)
Mujeres asesinas … Pablo
9
Железная душа (сериал, 2008 — …)
Alma de hierro … Sebastián Hierro Jiménez
10
Секс и другие секреты (сериал, 2007 — …)
Sexo y otros secretos … Conductor Hoy
11
Наперекор судьбе (сериал, 2005)
Contra viento y marea … Mateo Lizárraga
12
Бесчувственная (сериал, 2004—2005)
Mujer de madera … Rogelio Rebollar
13
Фата невесты (сериал, 2003 — …)
Velo de novia … Ernesto Sosa
14
Класс 406 (сериал, 2002—2003)
Clase 406 … Francisco Romero
15
Попробуй забыть меня (сериал, 2001)
Atrévete a olvidarme … El Gato
16
Источник (сериал, 2001—2002)
El manantial … Héctor Luna
17
El segundo aire (2001)
… Ricardo
18
За один поцелуй (сериал, 2000—2001)
Por un beso … Agustin Aguilar
19
Дневник Даниэлы (сериал, 1999)
El diario de Daniela … Carlos
20
Ради твоей любви (сериал, 1999)
Por tu amor … David Parra
21
Сегодня (сериал, 1998 — …)
Hoy … ведущий
22
Драгоценная (сериал, 1998)
Preciosa … Robin
23
В пылу злости (сериал, 1998)
Rencor apasionado … Tony Mendiola
24
Однажды у нас вырастут крылья (сериал, 1997)
… Pepin
25
Мое поколение (сериал, 1997)
Mi generación
26
Ты и я (сериал, 1996)
Tu y yo … Humberto (1996)
27
Если я умру (сериал, 1995)
Si Dios me quita la vida
28
Ангелы без рая (сериал, 1992)
Ángeles sin paraíso … Chato (1992)
29
Дедушка и я (сериал, 1992)
El Abuelo y yo … Perico
30
Бандиты (1991)
Bandidos … Miguel (в титрах: Jorge A. Poza)
31
Просто Мария (сериал, 1989-90)
Simplemente Maria … Jose Ignacio Lopez (preasodonte) — (дубл. Екатерина Васильева)/Jesus Chucho — (дубл. Елена Павловская).

### Камео
32
Premios TV y novelas 2007 (ТВ, 2007)
33
Premios TV y novelas 2006 (ТВ, 2006)
34
Дон Франсиско представляет (сериал, 2002 — …)
Don Francisco presenta
35
Большой Брат VIP: Мексика (сериал, 2002—2005)
Big Brother VIP: México
36
Другая роль (сериал, 1995 — …)
Otro rollo con: Adal Ramones … играет самого себя